# 馬蹄糕
馬蹄糕（マータイゴウ、Water chestnut cake）は、広東料理の甘い点心であり、シログワイを用いて作る。点心として食べる時は、四角形に切って、炒めてから提供される。柔らかいが、炒めた後も形を保っている。全体が透明であるのが特徴で、刻んだ野菜が見えるように混ぜ込まれることもある。
香港の天心としては標準的な料理であり、海外のチャイナタウンのレストランでも提供される。